# 36 timmar
36 timmar (engelska: 36 Hours) är en amerikansk krigsfilm från 1965 i regi av George Seaton.
Filmen bygger på Roald Dahls novell Beware of the Dog.

## Handling
1944 i det neutrala Portugal drogas den amerikanske majoren Pike och sänds till Tyskland. När han vaknar försöker den tyske majoren Gerber övertyga Pike att han lider av amnesi och att han befinner sig på ett krigssjukhus i ett besegrat Tyskland 1950, allt för att få Pike att avslöja vad han vet om det förestående Operation Overlord.

## Rollista i urval
- James Garner - major Jefferson Pike
- Eva Marie Saint - Anna Hedler
- Rod Taylor - major Walter Gerber
- Werner Peters - Otto Schack
- John Banner - Ernst
- Russell Thorson - general Allison
- Alan Napier - överste Peter MacLean
- Oscar Beregi - överstelöjtnant Ostermann
- Ed Gilbert - kapten Abbott
- Celia Lovsky - Elsa
- Sig Ruman - vakten